# جاك كامينغز
جاك كامينغز (بالإنجليزية: Jack Cummings)‏ هو منتج أفلام ومخرج أمريكي، ولد في 16 فبراير 1900 في نيو برونزويك في كندا، وتوفي في 28 أبريل 1989 في لوس أنجلوس في الولايات المتحدة.

## وصلات خارجية
- جاك كامينغز على موقع IMDb (الإنجليزية)
- جاك كامينغز على موقع ألو سيني (الفرنسية)
- جاك كامينغز على موقع أول موفي (الإنجليزية)
- جاك كامينغز على موقع قاعدة بيانات الأفلام السويدية (السويدية)
- جاك كامينغز على موقع قاعدة بيانات الفيلم (الإنجليزية)
- جاك كامينغز على موقع كينوبويسك (الروسية)